# ایتامی چیکااوکی
ایتامی چیکااوکی ((به ژاپنی: 伊丹親興); سامورایی اهل ژاپن در اواخر دوره سنگوکو بود. وی صاحب قلعه ایتامی در شهر ایتامی، هیوگو در استان هیوگو بود.